# Джуманджи: Новый уровень
«Джуманджи: Новый уровень» (англ. Jumanji: The Next Level) — американский приключенческий фильм режиссёра Джейка Кэздана, сиквел фильма «Джуманджи: Зов джунглей» и третья часть франшизы «Джуманджи». Свои роли повторили Дуэйн Джонсон, Кевин Харт, Джек Блэк, Карен Гиллан, Ник Джонас, Сер’Дариус Блен, Мэдисон Айсмен, Морган Тёрнер и Алекс Вулфф.
Премьера фильма состоялась 5 декабря 2019 года в азиатских странах, в США 13 декабря, в России — 12 декабря. Продолжение находится в разработке и выйдет 11 декабря 2026 года.

## Сюжет
В 2019 году, через три года после приключений в Джуманджи, Спенсер Гилпин, Энтони «Фридж» Джонсон, Марта Кэпли и Бетани Уокер живут своими жизнями, но планируют в этом году воссоединение в Брантфорде, штат Нью-Гэмпшир. Спенсер, опасаясь встречи из-за депрессии, размышляет о возвращении в Джуманджи, где у него была цель, и проводит свою первую ночь, глядя на сломанную видеоигру, к которой он привязался. На следующий день друзья Спенсера посещают его дом, встречаются с дедом Спенсера — Эдди, который восстанавливается после операции на бедре, и его бывшим другом и деловым партнёром Майло Уокером, который пришёл по неизвестной причине. Узнав, что они понятия не имеют, где находится Спенсер, группа обыскивает дом и находит в подвале частично отремонтированную игру «Джуманджи». Поняв, что Спенсер вернулся в игру, его друзья решили последовать за ним.
Из-за сбоев в игре при запуске засасываются не только Фридж и Марта, но и Эдди с Майло, вынуждая Бетани обратиться к другому игроку Джуманджи — Алексу Врику за помощью. В игре Марта оказывается своим аватаром — Руби Раундхаус, Фридж становится аватаром Бетани — профессором Шелдоном «Шелли» Обероном, а Эдди и Майло становятся аватарами доктора Смолдера Брэйвстона и Франклина «Мось» Финбара соответственно. После инструктажа Эдди и Майло о правилах игры, группа сталкивается с неигровым персонажем Найджелом Биллингсли, гидом игры, который рассказывает, что с момента последнего запуска Джуманджи страдает от сильной засухи. Чтобы выйти из игры группа должна вернуть «Сокровище Сокола» — магическое ожерелье, украденное военачальником Йоргеном Жестоким, которое может положить конец засухе, если поместить его на солнечный свет и произнести «Джуманджи».
Группу переносит в пустыню, называемую Дюнами, чтобы выследить Йоргена. Едва избежав стаи преследующих страусов, они встречают Спенсера, играющего роль опытной воровки по имени Минг Флитвуд — нового аватара, который соглашается помочь им после обвинений в злоключениях. Пытаясь выбраться из Дюн, группа сталкивается с новыми вызовами и проблемами, собирает в игре предмет под названием Плод Джуманджи и находит бассейн со светящейся зелёной водой, который позволяет поменяться аватарами. В процессе Эдди спорит и дерётся с Майло, рассказывая, что их дружба закончилась, когда принадлежавший им ресторан был продан за спиной у Эдди, что вынудило его уйти на пенсию. После того, как группа убедила пару работать вместе, чтобы избежать отряда мандрилов, они вскоре воссоединились с Алексом, снова ставшим Джефферсоном «Гидропланом» Макдоной, и Бетани, управляющей новым аватаром по имени Циклон — чёрным конём, которого может понять только Финбар.
Вскоре группа находит реку с такой же светящейся зелёной водой, которая позволяет Спенсеру, Бетани и Фриджу снова стать их оригинальными аватарами, в то время как Эдди и Майло, соответственно, становятся Минг и Циклоном. Вскоре после смены персонажей наёмники Йоргена захватывают в плен Эдди и Майло. Чтобы спасти их и украсть Сокровище Сокола, группа проникает в крепость Йоргена по отдельности. Фридж и Бетани изображают из себя братьев Кабабик, двух союзников Йоргена, и отвлекают его и его людей. Тем не менее, их опознают как самозванцев, когда дворецкий Йоргена — Кавендиш получает сообщение о том, что настоящие братья Кабабик задерживаются. В результате начинается битва, Спенсер преследует Йоргена на дирижабле, в то время как другие отвлекают его людей. Оказавшись неспособным победить Йоргена, Спенсер обнаруживает, что злодей уязвим для Ягоды Джуманджи и побеждает его, сбросив того в пропасть. Обнаружив у Циклона складные крылья, позволяющие летать, Эдди и Майло работают вместе, чтобы спасти Спенсера, а затем приносят полученное обратно Сердце Сокола на солнечный свет, произносят «Джуманджи» и заканчивают засуху.
Вернув ожерелье Найджелу на хранение, группа удивляется, когда Майло решает остаться в игре и защищать её вместе с ним. Узнав, о том что он тяжело болен и скоро умрёт в реальном мире, и, таким образом, пытается исправить свои действия, Эдди примиряется с ним, прежде чем расстаться. Вернувшись в реальный мир, Спенсер решает рассказать своему дедушке о видеоиграх, в то время как Эдди использует то, чему научился в игре, чтобы убедить владельца своего старого ресторана нанять его в качестве менеджера. Затем он, его внук и друзья наслаждаются трапезой вместе.
В сцене с титрами наконец-то появляется механик, которого вызвала мать Спенсера. Тут он замечает видеоигру «Джуманджи» и заявляет, что он «заядлый геймер». После этого около закусочной, где были Спенсер и другие, пробегает стая страусов.

## В ролях

### Игровой мир «Джуманджи»
- Дуэйн Джонсон — доктор Смолдер Брэйвстоун, аватар Эдди, бывший аватар Спенсера: сильный, уверенный в себе археолог и исследователь, а также лидер команды[10].
- Джек Блэк — профессор Шелдон «Шелли» Оберон, аватар Фриджа, бывший аватар Бетани: картограф, криптограф, археолог и палеонтолог[10].
- Кевин Харт — Франклин «Мось» Финбар, аватар Майло, бывший аватар Фриджа: зоолог небольшого роста и оруженосец[10].
- Карен Гиллан — Руби Раундхаус, аватар Марты: мастер боевых искусств и «танцевальный боец»[11].
- Ник Джонас — Джефферсон «Гидроплан» Макдона, аватар Алекса Врика: молодой пилот самолёта[10].
- Аквафина — Минг Флитвуд, новый аватар Спенсера с навыками взлома, у которого есть слабость к пыльце[11].
- Рори Макканн — Йорген Жёстокий, новый злодей Джуманджи, укравший камень соколиного сердца, и убивший родителей Брэйвстоуна.
- Рис Дарби — Найджел Биллингсли, проводник в игре[12].
- Дания Рамирес[13] — Флэм, бывшая девушка Брэйвстоуна.
- Масси Фурлан — Свитчблейд, человек, который является единственной слабостью Брэйвстоуна.

### Реальный мир
- Алекс Вулфф — Спенсер Гилпин, бывший ученик средней школы «Брантфорд», переехавший на обучение в Нью-Йорк. Его опыт в игре помог ему справиться с беспокойством и панфобией и развить уверенность в себе. Спенсера втянула игра, и его друзья, дедушка и друг дедушки пытаются его спасти[14]. Имеет романтические отношения с Мартой Кэпли.
- Мэдисон Айсмен — Бетани Уокер, симпатичная, популярная и эгоцентричная девушка, её опыт в игре заставил её больше заботиться о других[14].
- Сер’Дариус Блэйн — Энтони «Фридж» Джонсон, футболист из средней школы Брантфорд, который больше заботится о футболе, чем об учёбе[15].
- Морган Тёрнер — Марта Кэпли, застенчивая интеллектуалка старшей школы Брантфорд. Имеет романтические отношения со Спенсером[14].
- Колин Хэнкс — Алекс Врик, женатый мужчина с детьми, который, будучи подростком, много лет находился в видеоигре «Джуманджи», пока его не спасли и он не вернулся в своё время[16].
- Дэнни Де Вито — Эдди Гилпин, капризный и эксцентричный дедушка Спенсера[17].
- Дэнни Гловер — Майло Уокер, друг Эдди[18].
- Марин Хинкль — мать Спенсера
- Биби Нойвирт — Нора Шепард, ресторатор, которую Эдди презирает из-за того, что она купила закусочную, которая раньше принадлежала ему и Майло. Ранее она появилась как тётя Питера и Джуди в первом фильме 1995 года.

## Создание
Съёмки проходили с 23 января по 11 мая 2019 года в Альберте (горнолыжный курорт Fortress Mountain), Атланте, Калгари, Нью-Мехико и на Гавайях. Гонорар Дуэйна Джонсона составил 23,5 млн долл..

## Релиз
В январе 2018 года было объявлено, что фильм выйдет на Рождество 2019 года. В июне стало известно, что премьера фильма в США состоится 13 декабря 2019 года.
Первый трейлер вышел 1 июля 2019 года. Русский трейлер вышел в тот же день.

## Кассовые сборы
В США и Канаде Джуманджи: Новый уровень выйдет в одну неделю с фильмами Дело Ричарда Джуэлла и Чёрное Рождество, в дебютный уик-энд ей прогнозировали сборы в районе 40 млн долл.

## Критика
На Rotten Tomatoes у фильма рейтинг одобрения 72 %, основанный на 243 рецензиях, со средним рейтингом 6,1/10. На Metacritic фильм получил средневзвешенные 58 бала из 100, основанных на 37 рецензиях, что означает «смешанные или средние отзывы». Зрители, опрошенные CinemaScore, дали фильму среднюю оценку «A-» по шкале от A + до F, в то время как зрители PostTrak дали ему в среднем 3,5 из 5 звёзд, причём 58 % сказали, что они определённо рекомендуют фильм.

## Продолжение
Дуэйн Джонсон в декабре 2019 года во время интервью заявил, что ещё один персонаж в мире «Джуманджи» является аватаром, и это злодей Йорген Жестокий, и что он будет раскрыт в потенциальном продолжении. В марте 2020 года Джейк Кэздан подтвердил ранние разработки для следующего фильма. Кэздан подтвердил планы сохранить основной состав двух предыдущих фильмов. В следующем месяце создатель фильма заявил, что история для следующей части уже находится в разработке. В марте 2023 года Кевин Харт подтвердил, что разрабатываемая картина завершит франшизу. В октябре 2024 года студия Sony Pictures забронировала дату выхода «Джуманджи 4» на 11 декабря 2026 года.